# Sonic & Knuckles Collection
Sonic & Knuckles Collection (ソニック＆ナックルズコレクション?, Sonikku & Nakkurusu Korekushon) è un videogioco della serie Sonic the Hedgehog per i PC basati su Microsoft Windows. Il gioco è una raccolta che comprende Sonic the Hedgehog 3, Sonic & Knuckles, Sonic 3 & Knuckles e Blue Sphere in un unico disco, ed è stato sviluppato da Sonic Team e pubblicato da Sega nel 1997.
Il gioco è stato pubblicato per la prima volta in Giappone per Windows il 14 febbraio 1997. In seguito è stato distribuito anche in Nord America il 14 marzo seguente e in Europa il 20 dello stesso mese. Successivamente, Sonic & Knuckles Collection è stato incluso in Sonic Action Pack, Sonic Action 4 Pack e Sega PC Mega Pack e nel 2000 è stato ristampato separatamente da Expert Software.

## Modalità di gioco
La raccolta contiene i giochi Sonic the Hedgehog 3, Sonic & Knuckles e la loro combinazione Sonic 3 & Knuckles, precedentemente pubblicati sulla console Mega Drive nel 1994. È anche possibile giocare a Blue Sphere selezionando Special Stage Mode nella finestra del programma durante l'avvio di un qualsiasi gioco. Rispetto alle versioni originali, Sonic & Knuckles Collection presenta le tracce musicali in formato MIDI mentre i brani di Michael Jackson sono stati sostituiti con quelli nuovi del compositore Takushi Hiyamuta per motivi legali. La versione nordamericana e quella europea presentano anche l'applicazione Sonic the Screensaver, che permette di personalizzare Windows con sfondi, icone, musica e suoni tratti dai giochi della serie, ovvero: Sonic the Hedgehog, Sonic the Hedgehog 2, Sonic the Hedgehog CD, Sonic the Hedgehog 3 e Sonic & Knuckles. In Giappone, il software è stato venduto separatamente ed è stato messo in vendita per la prima volta il 9 agosto 1996 per i computer aventi come sistema operativo Windows 3.1 e Windows 95.

## Sviluppo
Sonic & Knuckles Collection è stato sviluppato da Sonic Team, che ha cercato di convertire in maniera estremamente fedele le versioni originali di Sonic the Hedgehog 3, Sonic & Knuckles, Sonic 3 & Knuckles e Blue Sphere, uscite tre anni prima su Mega Drive.
La raccolta è impossibile da avviare su un qualsiasi sistema con una CPU di almeno 350 MHz perché non supporta il corretto limite di velocità. Se il giocatore imposta il programma in modalità schermo intero, può iniziare una partita correttamente senza aver bisogno di preoccuparsi della velocità del proprio sistema. Sega distribuì sul proprio sito ufficiale una patch per evitare problemi durante l'avvio sui sistemi operativi più potenti.

## Accoglienza
| Testata                 | Giudizio |
| ----------------------- | -------- |
| PC Player (DEU)         | 100/100  |
| PC Games                | 69/100   |
| Computer Games Magazine | 60/100   |
| Power Play              | 63/100   |
| PC Action               | 63/100   |
| PC Joker                | 67/100   |
| Sega-Mag                | 90/100   |
| AllGame                 | 3/5      |

Sonic & Knuckles Collection ha ricevuto una risposta estremamente positiva dai giornalisti del settore. Sulla rivista tedesca PC Player, la raccolta ha ricevuto il punteggio più alto di 5 stelle su 5; sono stati considerati come pregi i livelli molto diversi, la musica definita come "ideale" e il gameplay avvincente dei giochi della raccolta. Un'altra testata tedesca, PC Games, ha notato che la compilation era piena di grandi idee, meccaniche divertenti e una grafica sbalorditiva, ma questa non era la migliore implementazione di un gioco per console di Sega. Alcuni recensori, tuttavia, hanno affermato che la raccolta mancasse di varietà, mentre altri hanno notato che conteneva tutto il necessario per giocare al meglio.
Computer Games Magazine affermò che il CD del gioco era un filone madre di fantastici platform d'azione a scorrimento laterale. I livelli erano sempre graficamente interessanti e colorati (nonostante la ridotta tavolozza di colori) ed estremamente ben progettati. Il sistema di controllo era semplice e reattivo e il gioco risultava molto divertente. Si rivelava un titolo perfetto per i più piccoli che adoravano i titoli di Sonic the Hedgehog, ritenendolo una buona scelta per i genitori che stessero cercando un gioco divertente che fosse anche inoffensivo, per nulla violento e presentasse un numero spropositato di soffici coniglietti e scoiattoli. Tutto sommato, era un gioco interessante se si era alla ricerca di un solido intrattenimento nel campo platform.
Power Play reputò che mentre le avventure della mascotte di Sega tre anni prima non erano per tutti i gusti, non c'era alcuna giustificazione per una versione PC nel 1997. Tecnicamente, ci si poteva aspettare un vecchio titolo con la grafica delle console a 16 bit vecchio stile e la fastidiosa musica correlata, ma anche in termini di gioco, la saga di Sonic era a miglia di distanza dal leader della classe, Earthworm Jim. C'era molto da scoprire negli enormi livelli presentati e solo Sonic doveva affrettarsi tra le varie sezioni a una velocità tale da poter affrontare salti e loop con un'esplorazione estesa, rendendo il tutto una vera prova di pazienza. Il controllo si rivelava troppo lento anche con MS-SideWinder per poter stare al pari del velocissimo protagonista. I veri fanatici di Sega avevano già i giochi nel loro archivio e perciò solo gli utenti WIN95 erano serviti molto meglio della concorrenza.
PC Action ne parlò brevemente, dicendo che poteva essere eseguito in una finestra o a schermo interno e presentava numerose opzioni. Alla fine, si notava la sua origine in termini di tecnologia e gameplay. PC Joker credette che né sopra né sotto l'acqua mancava la varietà, i punti di ripristino erano posizionati in modo equo e gli avversari erano coccolosi, sebbene il Dr. Robotnik e i suoi servi dovevano essere sconfitti con il tradizionale salto. Il recensore apprezzò la presenza nel CD delle due conversioni delle versioni originali per Mega Drive di Sonic 3 e Sonic & Knuckles, oltre a una combinazione esclusiva che mischiava sei livelli di entrambi i titoli con della musica originale. Anthony Baize di AllGame affermò che la raccolta era buona per vivere un po' di nostalgia, ma non avrebbe sostituito i giochi più recenti disponibili sul sistema Windows 95.
In una recensione in retrospettiva, il sito francese Sega-Mag trovò che alla fine degli anni '90, Sega stava mettendo a disposizione dei giocatori in possesso di un PC la maggior parte dei suoi famosi titoli. Alcuni avrebbero potuto chiedersi quale fosse l'interesse verso tali conversioni rispetto alle versioni console ma dato che Sonic 3 e Sonic & Knuckles erano ben apprezzati su MD e questa versione PC era piuttosto ben fatta, la sua velocità a 60 HZ, il prezzo basso e con bonus degli screensaver, rendevano sbagliato privarsene, almeno per chi non era in possesso degli originali.